# Televisión Regional de Chile
Televisión Regional de Chile (TVR) est une chaîne de télévision chilienne lancée le 9 octobre 1995. 

## Ancien nom
- 1995-2000 : Gran Santiago Televisión (GSTV)
- 2000-2005 : Andrés Bello Televisión (ABT)
- 2005-2006 : Televisión Óptima (TVO)
- novembre 2006 - juin 2011 : Más Canal 22
- juin 2011 - mars 2017 : Más Visión
- depuis 2017 : Canal 22 (C22)

## Programmes
- Con Lincencia
- Golf Tour
- Te escucho
- Bonvallet con todo
- Noticias a la una
- Noticias al día
- +kotas
- Cancionero Mexicano